# Безденежный, Фёдор Ильич
Фёдор Ильич Безденежный (23 февраля 1926 года — 26 октября 2001 года) — оператор по подземному ремонту нефтяных скважин, Герой Социалистического Труда.

## Биография
Федор Ильич Безденежный родился 23 февраля 1926 года в д. Новоказанка Кармаскалинского района Республики Башкортостан. Образование — неполное среднее.
Участвовал в Великой Отечественной войне 1941—1945 годов. Трудовую деятельность начал в декабре 1950 г. помощником бурильщика треста «Башвосток-нефтеразведка». Принимал участие в открытии Кушкульского, Шакшинского месторождений нефти. С 1959 г. работал в нефтегазодобывающем управлении «Арланнефть» производственного объединения «Башнефть» бурильщиком цеха капитального ремонта скважин, с декабря 1970 г. — оператором по подземному ремонту скважин.
Вахта, возглавляемая Ф. И. Безденежным, с 1960 г. показывала пример внедрения передовых методов и приемов труда, передовой техники и технологий. Выступив инициатором социалистического соревнования за достойную встречу 100-летия со дня рождения В. И. Ленина, вахта Ф. И. Безденежного и бригада досрочно, 1 сентября 1970 года, выполнила пятилетний план по капитальному ремонту скважин.
Совершенствуя передовые методы и приемы труда, рационально используя оборудование, вахта Ф. И. Безденежного на протяжении восьмой пятилетки (1966—1970) выполняла сменные задания на 115—120 процентов. Это позволило бригаде закончить ремонт 102 скважин раньше срока с ускорением на 11,9 процента. За счет сокращения сроков ремонта бригада сдала нефтедобытчикам дополнительно 16 скважин, которые дали 21,7 тысячи тонн нефти.
Ф. И. Безденежный одним из первых в Башкирской АССР освоил в условиях безвышечной эксплуатации скважин передвижные мачты ПТМТ-40, СУПР-25, установку УКР-50, стал инициатором внедрения малогабаритного трехсекционного турбобура для разбуривания цементных пробок и «станов» при ремонте скважин.
При его непосредственном участии на Арланском месторождении внедрены гидропескоструйная перфорация, вибро- и пенокислотная обработка скважин, позволившие значительно увеличить нефтеотдачу пластов и добыть сверх пятилетнего плана 130 тысяч тонн нефти. Как передовик производства, Ф. И. Безденежный в декабре 1970 г. перешел на работу в отстающую бригаду, возглавив звено по подземному ремонту скважин.
За годы восьмой пятилетки подал 7 рациона¬лизаторских предложений с экономическим эффектом 20,4 тысячи рублей в год. Усовершенствованный торцевой фрезер, предложенный Ф. И. Безденежным, на¬шел широкое применение во всех бригадах капитального ремонта управления и объединения «Башнефть». Ф. И. Безденежный систематически занимался повышением своей квалификации. За пятилетку подготовил 7 человек профессиям помощника бурильщика и бурильщика.
Досрочно выполнил личные социалистические обязательства и плановые задания Восьмой пятилетки (1966—1970). За выдающиеся заслуги в выполнении заданий пятилетнего плана по добыче нефти и достижение высоких технико-экономических показателей в работе Указом Президиума Верховного Совета СССР от 30 марта 1971 года Ф И. Безденежному присвоено звание Героя Социалистического Труда.
Безденежный Фёдор Ильич скончался 26 октября 2001 года.
Награды
- Награждён орденами Ленина (1971), Отечественной войны I степени (1985), медалями.

## Память
Почетный гражданин города Нефтекамск.